# Oligosoma burganae
Oligosoma burganae — вид сцинкоподібних ящірок родини сцинкових (Scincidae). Ендемік Нової Зеландії.

## Поширення і екологія
Ophiomorus burganae відомі з типової місцевості, розташованої у високогір'ях хребта Рок-енд-Піллар в Центральному Отаго на півдні Південного острова. Вони живуть у субальпійських високогір'ях, на висоті від 800 до 1380 м над рівнем моря. Живородні.

## Збереження
МСОП класифікує цей вид як такий, що перебуває на межі зникнення. Oligosoma burganae загрожує хижацтво з боку інтродукованих тварин.